# 蔣尊簋
蔣 尊簋（しょう そんき）は、清末民初の軍人。中華民国の初代浙江都督。字は伯器。

## 事跡
1900年（光緒26年）、日本に留学する。1904年（光緒30年）に陸軍士官学校を卒業した。翌年、東京で中国同盟会に加入し、宣伝部長に任じられた。
帰国後の1906年（光緒32年）、浙江新軍第2標標統に任命された。以後、第1標標統、弁目学堂総弁、教練処幇弁、浙江講武学堂総弁を歴任している。その後、広西省に転勤し、1909年（宣統元年）、広西参謀処総弁に就任した。1910年（宣統2年）、広東省に異動し、広東混成協協統に就任した。
1911年（宣統3年）10月、広東革命派が武昌起義に呼応すると、蔣尊簋は都督府を組織し、軍事部部長に任命された。後に一時は都督代理をつとめている。1912年（民国元年）1月、浙江省に戻って浙江都督兼民政長に就任し、2月には章炳麟・張謇とともに統一党を組織した。
この当時、浙江省内では、蔣尊簋らの日本留学士官派と、南京陸師・保定速成等の国内卒業士官派との派閥争いが激化していた。同年7月、蔣尊簋は国内卒業士官派の朱瑞に追われる形で、浙江都督を辞任した。
1914年（民国3年）6月、蔣尊簋は袁世凱から宣威将軍に任命される。1915年（民国4年）、袁世凱が皇帝即位を宣言すると、蔣尊簋は蔡鍔らが起こした護国戦争（第三革命）に呼応する挙兵を浙江省で行い、袁世凱討伐に動いた。1917年（民国6年）、護法戦争に参加する。民国10年（1921年）5月、非常大総統となった孫文の下で広州軍政府参謀次長に就任した。
その後、国民政府においても職歴を重ねる。1931年（民国20年）、汪兆銘が蔣介石に反対して広州で国民政府を樹立すると、蔣尊簋は汪兆銘を支持して広州国民政府委員となった。しかし同年8月、蔣尊簋は死去した。享年50。